# Ист Елиџеј (Џорџија)
Ист Елиџеј (енгл. East Ellijay) град је у америчкој савезној држави Џорџија. По попису становништва из 2010. у њему је живело 546 становника.

## Демографија
Према попису становништва из 2010. у граду је живело 546 становника, што је 161 (22,8%) становника мање него 2000. године.
| Група             | 2000.       | 2010.       |
| Белци             | 456 (64,5%) | 383 (70,1%) |
| Афроамериканци    | 0 (0,0%)    | 12 (2,2%)   |
| Азијати           | 0 (0,0%)    | 0 (0,0%)    |
| Хиспаноамериканци | 236 (33,4%) | 144 (26,4%) |
| Укупно            | 707         | 546         |